# James Michel
James Alix Michel (født 18. august 1944) er en seychellisk socialistisk politiker, der var præsident for Seychellerne fra 2004 til 2016.

## Biografi
Michel startede sit professionelle liv som lærer, men efter åbningen af øen til turisme og opførelsen af en international lufthavn i Mahé i 1971, engagerede Michel sig i denne mere lukrative aktivitet. Han blev del af Seychellernes Folkeparti (SPPF) kort før Seychellerne blev uafhængig i 1976.
Efter kuppet, der bragte France-Albert Rene til magten 5. juni 1977, overtog Michel de vigtigste ministerstillinger. Michel forsøgte at fremme og indføre et mere åbent demokrati. I 1993 fandt det første flertalsvalg sted siden kuppet. Resultaterne af denne demokratisering er dog ikke overbevisende: pressen er fortsat kontrolleret, og ifølge oppositionen er valgene rigget.
I 1996 blev Michel udnævnt til næstformand af France-Albert René og erstattede René som præsident efter han trak sig tilbage 14. april 2004.
Michel, som kandidat for Den Progressive Folkefront af Seychellerne, blev vagt i den første runde af præsidentvalget den 28., 29. og 30. juli 2006 med omkring 54% af de 56.000 stemmer, mod 46% til hans hovedmodstander, den anglikanske præst af Seychellernes Nationalparti, Wavel Ramkalawan og omkring 0,6% til advokat Philippe Boulle. 
Michel blev genvalgt 19.., 20. og 21. maj 2011, med 55,4% af de afgivne stemmer. Han stillede op for tredje og sidste gang i december 2015 og vandt under anden runde med 50,15% af stemmerne.
Efter Lepep-partiets nederlag i parlamentsvalget i september 2016 opsagde James Michel sin stilling som præsident 27. september 2016. Den 16. oktober blev han erstattet af hans næstformand, Danny Faure.